# Gotthilf Friedrich Tilebein
Gotthilf Friedrich Tilebein (* 23. Januar 1728 in Berlin; † 26. Februar 1787 in Stettin) war ein deutscher Kaufmann, Weinhändler und Reeder in Stettin.

## Leben und Wirken

### Ausbildung und Jugendjahre

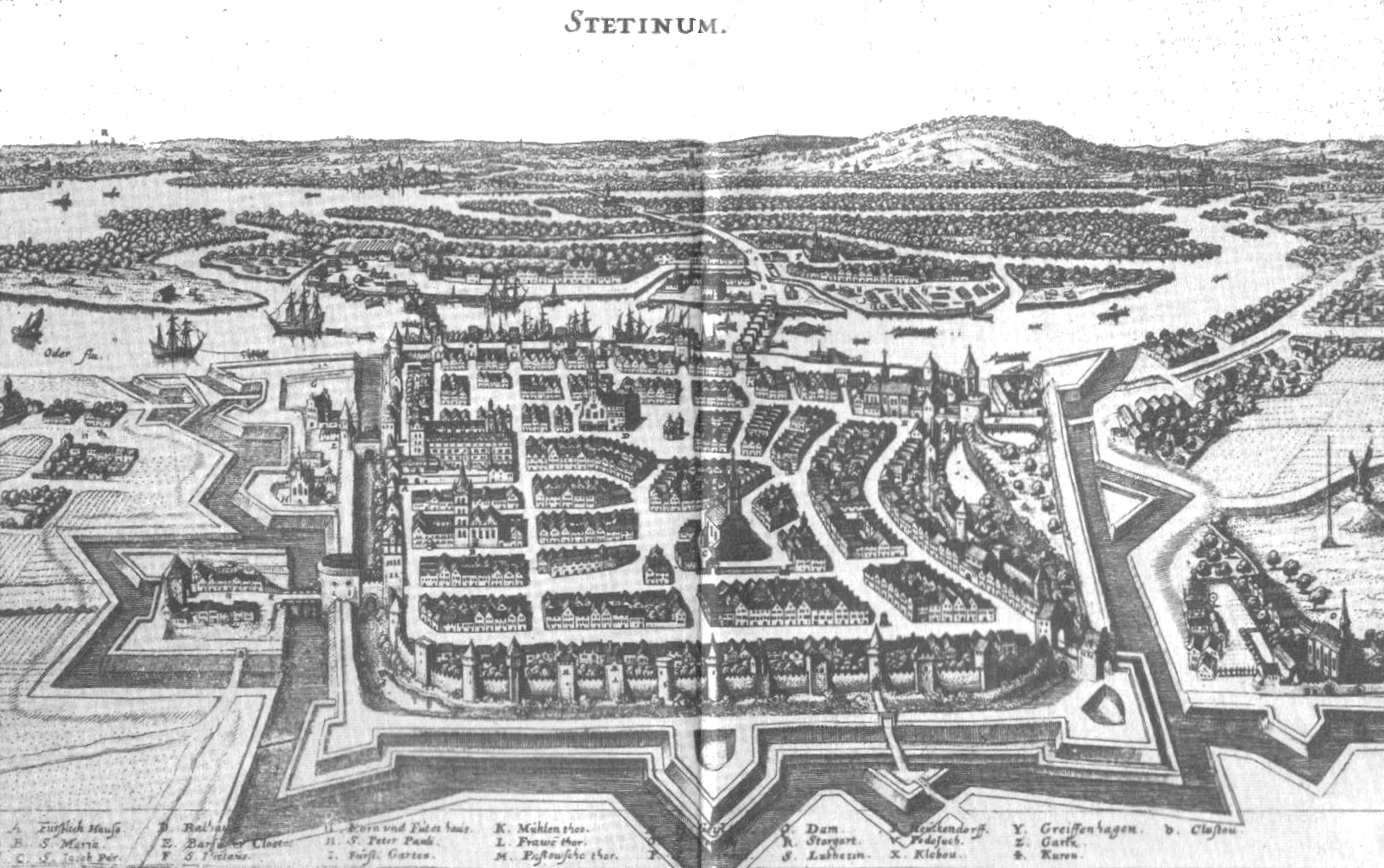
Stettin um 1640 (Merian)

Gotthilf Friedrich Tilebein war das dritte Kind des in Magdeburg geborenen Kaufmanns Christian Tilebein (1682–1755) aus dessen Ehe mit seiner zweiten Ehefrau Christiane Dorothea Marggraf (1705–1773). Christian Tilebein war nach dem frühen Tode seines Vaters Raban Gebhard Tilebein (um 1644–1695), der in Magdeburg Kaufmann war, im Jahre 1695 nach Berlin gekommen und hatte dort den Beruf als Kaufmann gelernt und betrieb danach ein Geschäft mit Laken und wollenen Waren. Nachdem sein erster Sohn Johann Wilhelm Tilebein (1723-nach 1802), der später Prediger in Rühstädt in der Prignitz wurde, sich entschloss, Theologe zu werden, war es der Wunsch des Vaters, dass sein zweiter Sohn das Geschäft übernahm. Gotthilf Wilhelm Tilebein konnte daher nicht studieren, sondern er erhielt seine kaufmännische Ausbildung in dem Handelshaus seines Onkels mütterlicherseits Julius Tilebein in Magdeburg von 1746 bis 1748. Nach einer harten Ausbildungszeit trat er in das Handelsgeschäft des Weinhändlers Johann Jacob Vanselow (1696–1761), des späteren Kriegs- und Domänenrats, als „Kaufmannsdiener“ ein. Dort blieb er bis 1750 und fasste danach den Entschluss, in Stettin selbst ein Handelsgeschäft zu eröffnen.

### Berufliche Tätigkeit
Im Jahre 1751 wurde Gotthilf Wilhelm Tilebein Mitglied der Kaufmannschaft in Stettin und vereinigte sich mit Hartwig, der bis dahin in der Weinhandlung Vanselow als Küfer tätig war, und betrieb mit ihm eine Weinhandlung. Hartwig schied aber nach Unstimmigkeiten im Jahre 1753 aus. Tilebein hatte inzwischen ein Haus an der Ecke der Unteren Schulzenstraße und Königsstraße erworben und konnte die günstige Lage mit großen Gewinn ausnutzen. Da zahlreiche Seeschiffe ständig nach Bordeaux fuhren, um französischen Wein zu holen, brachten sie auf der Rückfahrt pommerisches Stabholz nach Bordeaux. Die Tätigkeit war sehr erfolgreich. Gotthilf Wilhelm Tilebein verfügte neben seinem eigenen Geschäftshaus in der Königsstraße, in der sich große Kellereien befanden, über gemietete Kellereien, besonders im alten Königsschloss. Außer mit Wein, der in den Kellereien veredelt wurde, handelte Gotthilf Wilhelm Tilebein mit Getreide und Holz und betrieb eine eigene Reederei. Das bisherige Haus an der Königsstraße wurde 1775 abgebrochen und durch einen stattlichen Neubau ersetzt.
Später erwarb Gotthilf Wilhelm Tilebein auf der Lastadie (Oderinsel in Stettin) ein Grundstück mit Garten (Liebherr’scher Garten). Dort erbaute er 1779 einen neuen massiven Speicher und eine Ladebrücke. Der Garten wurde mit einer Orangerie und weiteren Gewächshäusern versehen und mit Standbildern geschmückt. Auf den oberen Böden des Speichers lagen Tabakblätter für die „kgl. Preußisch-pommerische Tobacks-Direktion“. Im Mai 1785 kam es zu einer starken Überschwemmung des Odertals, bei dem auch die Lastadie überschwemmt wurde und ein erheblicher Schaden entstand, der durch den Verlust seines Schiffes „Mißmann“ vergrößert wurde, das auf der Fahrt nach Riga einen Schiffbruch erlitt.
Während des nordamerikanischen Unabhängigkeitskrieges (1775–1783) wurde der Schiffsraum sehr knapp. Diese Situation machte sich Gotthilf Friedrich Tilebein zu Nutze und er ließ mehrere Schiffe bauen, so u. a. die Schiffe „Eleonora Christina“ und „Triton“. In seinem Handelshaus waren viele junge Kaufleute tätig, die sich später selbständig gemacht haben, wie z. B. Rudolf Christian Gribel, der das Handelshaus Rud. Christ. Gribel gründete, das als Reederei bis in die zweite Hälfte des 20. Jahrhunderts bestand.
Nach seinem Tod im Jahre 1787 wurde das Handelsgeschäft von seinem Sohn Carl Gotthilf Tilebein und seinem Schwiegersohn Johann Tobias Pief(c)ke fortgeführt.

### Ehrenamtliche Tätigkeit
Unter seinen Mitbürgern erfreute sich Gotthilf Friedrich Tilebein großen Ansehens. Er war Altermann des Seglerhauses (Kaufmannschaft) und Beisitzer des Seegerichts.
Auch in der Schützenkompanie der Kaufherren war er Altermann und gab als solcher im Jahre 1762 für die aus Stettin stammende russische Kaiserin Katharina II., als sie zur Kaiserin ausgerufen wurde, den Grandeßschuss ab, wobei er den Vogel abschoss. Als der Rat der Stadt Stettin der Kaiserin dies anzeigte, stiftete sie der Schützengilde 1.000 Dukaten und dem Rate eine goldene Krönungsmedaille mit einem Gewicht von 50 Dukaten. Seitdem erhielt der Rat der Stadt Stettin je ein Stück der neu geprägten Gedächtnismünzen, aus denen im Laufe der Zeit eine umfangreiche Sammlung geworden ist.
In Fragen der Handelspolitik vertrat der Seglerhaus-Altermann Tilebein die Stettiner Kaufmannschaft in einer persönlichen Audienz beim preußischen König Friedrich II. Tatsächlich wurde die vom König beabsichtigte Errichtung der „Handlungs-Banque“ als ein einheitliches Institut nicht vollzogen, und es wurden stattdessen eine „Wechsel- und Leihebank für kgl. Rechnung“ sowie ein „Assecuranzkontor“ gegründet.
Wegen seines Ansehens wurde er auch als Gutachter herangezogen und machte der Berliner Regierung Vorschläge zur Hebung der Schifffahrt. Im April 1774 gab Gotthilf Friedrich Tilebein seine ehrenamtlichen Tätigkeiten, zu denen auch die Tätigkeit als Provisor der Kirchen St. Jacobi und St. Nicolai gehörten, wegen seiner angegriffenen Gesundheit auf.

### Familie
Nach Beginn seiner kaufmännischen Tätigkeit vermählte Gotthilf Wilhelm Tilebein sich am 27. April 1752 mit der Tochter des Kaufmanns und Seidenhändlers Johann G. Watt und seiner Ehefrau Barbara Sophia geb. Gumm (1727–1766). Aus der Ehe entstammten sieben Kinder, von denen Friedrich Wilhelm (1755–1813), Carl Gotthilf (1760–1820), Carolina Henrietta (1761–1803) und Friederica Augusta (1763–1804) den Vater überlebten. Der Hofmeister seiner Kinder war der spätere Regierungsrat Johann George Gotthelf Auen.
Mit seiner zweiten Ehefrau Eleonora Christiana Watt (1742–1800), der Stiefschwester seiner ersten Frau, die er nach Jahresfrist nach dem Tode seiner ersten Frau geheiratet hatte, hatte er vier Kinder, die im jugendlichen Alter verstarben.
Sein Sohn Friedrich Wilhelm Tilebein besuchte zunächst das Joachimsthalsche Gymnasium in Berlin, kehrte aber bald wieder nach Stettin zurück. Zum geplanten juristischen Studium scheint es nicht gekommen zu sein. Sein Vater kaufte für ihn 1780 das Freischulzengut Buchholz, dessen Bewirtschaftung Friedrich Wilhelm übernahm. Er führte zum Leidwesen seines Vaters ein unstetes Leben. Zwischen dem Bruder und seinen Schwestern bestand eine starke Verstimmung, insbesondere nach dem Tod des Vaters, als er mit großem Nachdruck Erbschaftsansprüche geltend machte.
Sein Sohn Carl Gotthilf führte das väterliche Handelsgeschäft gemeinsam mit seinem Schwager fort. Gemeinsam mit seiner Ehefrau Sophie Auguste trat er als Organisator des kulturellen Lebens in Stettin hervor.
Seine Tochter Carolina Henrietta Tielebein vermählte sich 1779 in Stettin mit dem Kaufmann Johann Tobias Pief(c)ke, dem späteren Teilhaber von Carl Gotthilf. Aus der Ehe der Eheleute Piefke entstammten sieben Kinder, darunter Eleonora Juliana Piefke, die im Jahre 1806 den späteren Generalpächter der Staatsdomäne in Alt Landsberg und kgl. Oberamtmann Karl Friedrich Wilhelm Lüdke heiratete.
Seine Tochter Friederica Augusta Tilebein vermählte sich 1783 in Stettin mit dem Kriegs- und Dömänenrat Herrmann Friedrich David Bauer. Diese Ehe wurde aber nach kurzer Zeit geschieden. Sie ging eine zweite Ehe mit dem Kammerherrn Carl Friedrich Ernst von Stuckmann ein. Beide Ehen blieben kinderlos.
Im Jahre 1800 vermählte sich Bauer mit seiner Schwägerin Carolina Henrietta, nachdem ihr Ehemann Piefke im Jahre 1792 verstorben war. Die Ehe blieb kinderlos.